# Mario Pérez Guadarrama
Mario Pérez Guadarrama (* 30. Juli 1946) ist ein ehemaliger mexikanischer Fußballspieler, der in der Verteidigung agierte.

## Biografie

### Verein
Pérez, einer von vier fußballspielenden Söhnen des Fußballers Luis Pérez González, begann seine Profikarriere 1965 in Diensten des damals noch in der Hauptstadt ansässigen Club Necaxa, mit dem er 1966 sowohl den Pokal als auch den Supercup gewann. 1969 wechselte er zum Stadtrivalen América, bei dem er bis 1978 unter Vertrag stand und zweimal die mexikanische Meisterschaft (1971 und 1976) sowie je einmal den Pokal (1974), den Supercup (1976) und den CONCACAF Champions’ Cup (1977) gewann. 1978/79 beendete er seine aktive Laufbahn in Diensten des CD Tampico.

### Nationalmannschaft
Sein Debüt in der Nationalmannschaft gab Pérez in einem Spiel gegen Nicaragua (4:0) am 6. März 1967. Sein einziges Länderspieltor erzielte er am 26. März 1968 gegen Japan (4:0). Sein letztes Länderspiel fand am 5. April 1972 gegen Peru (2:1) statt.
Höhepunkt seiner Nationalmannschaftskarriere war die Teilnahme an der im eigenen Land ausgetragenen Fußball-Weltmeisterschaft 1970, bei der er als linker Außenverteidiger alle vier Spiele der Gastgeber in voller Länge bestritt.

## Erfolge
- Mexikanischer Meister: 1971, 1976
- Copa México: 1966, 1974
- Campeón de Campeones: 1966, 1976
- CONCACAF Champions’ Cup: 1977